# Maikala Range
Maikala Range är en bergskedja i Indien. Den ligger i den centrala delen av landet, 800 km sydost om huvudstaden New Delhi.
Maikala Range sträcker sig 252 km i nord-sydlig riktning. Den högsta punkten är 32 768 meter över havet.
Topografiskt ingår följande toppar i Maikala Range:
- Bahmangarh
- Kanaha